# Joseph Mohr
Joseph Mohr (parfois orthographié Josef Mohr), né à Salzbourg le 11 décembre 1792 et mort à Wagrain le 4 décembre 1848, est un prêtre catholique autrichien. Il a écrit les paroles du chant de Noël Stille Nacht, heilige Nacht (Douce nuit, sainte nuit).

## Biographie
Josef Franz Mohr naît à Salzbourg le 11 décembre 1792 ; il est le fils d'une brodeuse célibataire, Anna Schoiber, et d'un mousquetaire, Franz Mohr, qui déserte l'armée et quitte la mère de Joseph Mohr avant sa naissance.
Son talent musical n'étant pas reconnu, il vit dans la pauvreté jusqu'à ce qu'un prêtre, Johann Nepomuk Hiernle, l'aide à avoir une meilleure éducation. En tant qu'enfant illégitime, il lui est indispensable d'obtenir une permission spéciale du Pape pour étudier en vue de la prêtrise. Après avoir étudié de 1808 à 1810 au monastère bénédictin de Kremsmünster, il entre au séminaire en 1811, et est ordonné prêtre en 1815, ayant reçu la dispense de Pie VII. Le révérend Mohr est alors envoyé dans une église de pèlerinage au lointain village alpin de Mariapfarr, dans une région montagneuse au sud de Salzbourg.
En 1816, à Mariapfarr, il écrit les six strophes qui vont devenir le chant de Noël le plus populaire dans le monde. En 1817, Joseph Mohr est envoyé à Oberndorf, où il demeure deux années. C'est là qu'il rencontre Franz Gruber, qui met en musique Douce nuit, sainte nuit : les deux amis l'interprètent pour la première fois à la Noël 1818, après l'office et devant la crèche de l'église Saint-Nicolas, Mohr s'accompagnant de sa guitare.
Dès septembre 1819, Joseph Mohr reprend la route, pour aller cette fois à Kuchl puis dans plusieurs localités successives. À partir de 1827, il est nommé dans la paroisse d'Hintersee. Puis, en 1837, il est envoyé à Wagrain. Là, il a une action sociale durable, puisqu'il est en très grande partie à l'origine de la création de l'école, inaugurée en novembre 1838. Il met aussi en place une aide sociale en faveur de ses paroissiens les plus pauvres et les plus âgés, pour que le vivre et le couvert leur soient fournis dans des fermes des environs.
Jusqu'en 2006, on pensait que Mohr et Gruber n'avaient collaboré que sur une seule chanson. On en connait aujourd'hui une autre, retrouvée dans les archives paroissiales de Wagrain par les Archives du diocèse de Salzbourg. Un Te Deum dont les paroles sont de Joseph Mohr et la musique de Franz Xaver Gruber peut être écouté dans un extrait sonore au musée Waggerl de Wagrain.
Le Père Mohr meurt à Wagrain d'une maladie pulmonaire le 4 décembre 1848, ne laissant que sa guitare aujourd'hui conservée. L'école du village porte son nom, et sa tombe a été conservée et honorée dans le cimetière proche de l'église.

## Hommages
- Une chapelle Stille Nacht construite à Oberndorf rappelle le souvenir de Joseph Mohr.
- Le téléfilm Das ewige Lied raconte l'expérience de Mohr comme vicaire d'Oberndorf.